# Flamenco at 5:15
Flamenco at 5:15 ist ein kanadischer Dokumentarfilm aus dem Jahr 1983.

## Handlung
Schüler und Schülerinnen der National Ballet School of Canada in Toronto lernen den Flamenco. Die Lehrer, Antonio und Susanne Janssen, kommen jedes Jahr im Winter an die Schule und lehren den Tanz nach der regulären Schulzeit.

## Auszeichnungen
1984 wurde der Film in der Kategorie Bester Dokumentar-Kurzfilm mit dem Oscar ausgezeichnet.
Beim Krakauer Filmfestival 1984 wurde Cynthia Scott mit dem Spezialpreis der Jury geehrt.

## Hintergrund
Die US-Premiere fand 1983 statt.